# Karl Friedrich Ernst Truchseß von Waldburg
Karl Friedrich Ernst Truchseß von Waldburg (* 5. Mai 1743 in Tilsit; † 4. April 1800 in Warschau) war preußischer Generalmajor und Chef des Kürassierregiments Nr. 4.

## Leben

### Herkunft
Seine Eltern waren Joachim Friedrich Ludwig Truchseß von Waldburg (1711–1777) und dessen Ehefrau Charlotte Sophie de la Chièze (von Chaise) (* 19. September 1717; † 4. Dezember 1761).

### Militärkarriere
Truchseß kam im Jahr 1756 als Junker in das Dragonerregiment „von Meinecke“. Während des Siebenjährigen Krieges nahm er an den Schlachten bei Prag, Kolin, Roßbach, Zorndorf teil. Im Anschluss kam er zur Armee des Prinzen Heinrich und kämpfte in der Schlacht bei Freiberg. In der Zeit wurde er am 12. Januar 1757 Fähnrich und am 17. Mai 1758 Sekondeleutnant.
Nach dem Krieg dauerte es bis zum 15. Juni 1772, bis er zum Stabskapitän befördert wurde. Als solcher nahm er 1778/79 am Bayerischen Erbfolgekrieg teil. Am 26. Mai 1779 wurde er zum Major und am 16. März 1783 zum Eskadronchef ernannt. Am 17. Juni 1788 folgte die Beförderung zum Oberstleutnant, zwei Jahre später, zum Oberst. Am 8. Dezember 1792 wurde er zum Kommandeur des Dragonerregiments „von Prittwittz“ ernannt. Während des Feldzuges in Polen 1794 nahm er an der Schlacht bei Warschau teil, wofür er den Orden Pour le Mérite erhielt. Am 9. Januar 1796 erfolgte seine Ernennung zum Generalmajor. Im Jahr darauf, am 22. August 1796, wurde er zum Chef des Kürassierregiments „von Mengden“ ernannt.
Er starb am 4. April 1800 in Warschau und wurde am 7. April 1800 beigesetzt.

### Familie
Truchseß heiratete am 16. Februar 1773 Helene Luise von Wedel (* 24. Dezember 1753; † 29. Dezember 1793), Tochter von Ernst Sigismund von Wedell. Das Paar hatte folgende Kinder:
- Karoline Henriette Sophie (* 1. Januar 1777; † 26. Januar 1816)

⚭ Graf Rochus von Kameke (* 14. Dezember 1769; † 28. August 1848)
⚭ Ludwig von Wrangel (1774–1851), preußischer Generalleutnant
- Henriette Luise Charlotte (* 14. April 1780)
- Karl Friedrich Ludwig (Ernst) (* 26. November 1781; † 11. Dezember 1793)
- Charlotte Wilhelmine Antoinette (* 22. November 1782; † 24. Februar 1793)
- Heinrich August Ferdinand (* 3. August 1784; † 1842), preußischer Major, Ritter des Ordens Pour le Mérite
- Karl Friedrich Babo (* 27. Mai 1790; † 1807), zuletzt Fähnrich im Dragonerregiment Nr. 6
- Helene Amalie Albertine (* 27. April 1787; † 18. September 1812), Hofdame der Königin Luise von Preußen ⚭ 1811 Karl Wilhelm David Friedrich von Pentz (* 29. November 1776; † 18. Mai 1827), Staatsminister in Mecklenburg-Strelitz